# Cooper T53

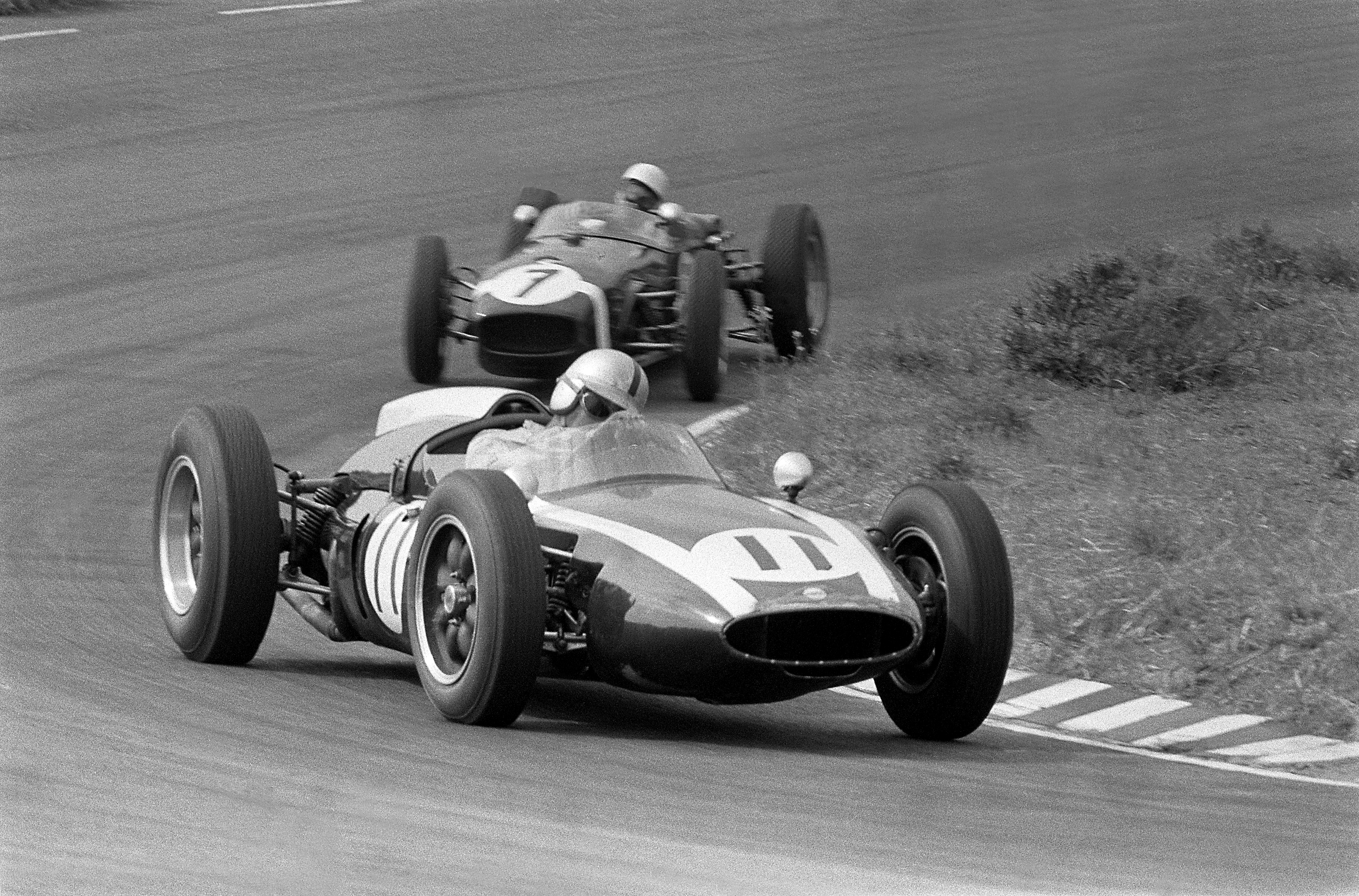
Jack Brabham im Cooper T53 beim Großen Preis der Niederlande 1960

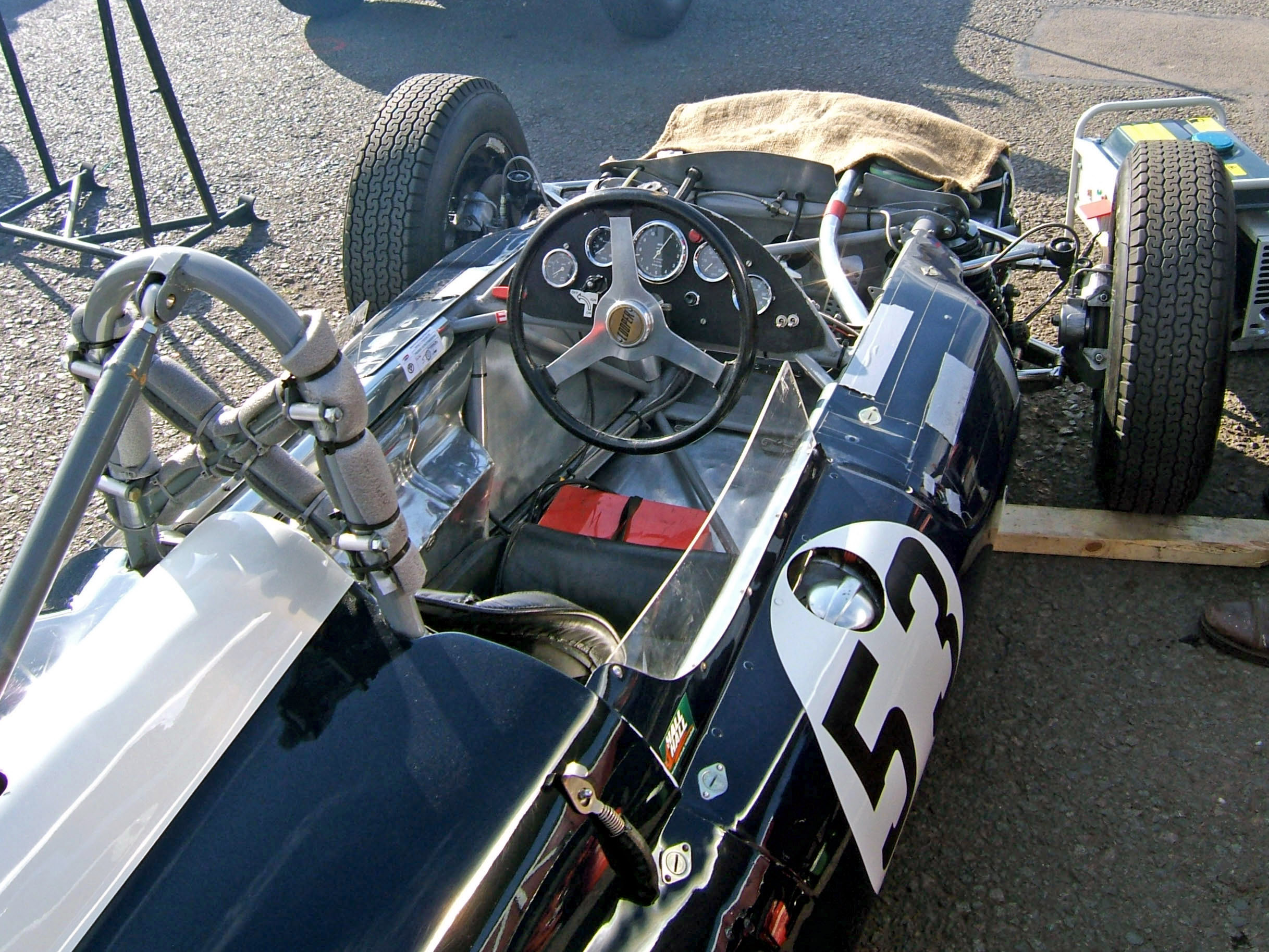
Das Cockpit des Cooper T53

Der Cooper T53 war ein Formel-1-Rennwagen, 1960 gebaut vom britischen Motorsportteam Cooper. Der T53 war das Weltmeisterauto von 1960.

## Entwicklungsgeschichte und Technik
Der Werks-Formel-1-Cooper von 1960 war niedriger und schlanker als sein Vorgänger, der Cooper T51. Da die Konkurrenz von Lotus immer stärker wurde – Innes Ireland zeigte zu Saisonbeginn beim Großen Preis von Argentinien die Stärken des Lotus 18 –, musste Cooper bei der Entwicklung des Rennwagens rasch Fortschritte machen, obwohl Bruce McLaren das Rennen für Cooper gewann (McLaren fuhr jedoch den T51).
Der Gitterrahmen des T53 hatte vier stabile Hauptträger. Alle vier Räder waren einzeln an Doppelquerlenkern mit Schraubenfedern aufgehängt. Der FPF-Motor von Climax leistete knapp 250 PS (184 kW). Er trieb über ein verbessertes Fünfganggetriebe die Hinterräder an. Die Frontpartie wurde strömungsgünstig geformt, ein Vorteil auf schnellen Strecken wie Silverstone, Reims und Monza.

## Renngeschichte
Der T53 debütierte erst spät in der Saison. Jack Brabham fuhr den neuen Cooper-Rennwagen bei der International Trophy im Mai in Silverstone auf den zweiten Rang. In Monaco fuhr McLaren, beim ersten Auftritt des T53 in der Weltmeisterschaft, ein starkes Rennen, konnte aber als Zweiter den ersten Grand-Prix-Sieg für Lotus durch Stirling Moss im Lotus 18 von Rob Walker nicht verhindern.
Das Potential des Wagens wurde deutlich, als Jack Brabham, der Weltmeister von 1959, ab dem Rennen in den Niederlanden fünf Grand-Prix-Rennen in Folge gewann und erneut Fahrerweltmeister wurde. Der T53 sorgte auch für den zweiten Titel in Folge in der Konstrukteursmeisterschaft.
1961 wurde der T53 zum großen Verkaufserfolg für das Cooper-Team. Teams wie die Scuderia Centro Sud ersetzten den Climax-Motor durch ein Triebwerk von Maserati. In Südafrika verwendeten einige Privatteams einen Alfa-Romeo-Motor als Antrieb. Viel Erfolg mit dem T53 hatte auch das Yeoman Credit Team mit den Fahrern Roy Salvadori und John Surtees.
Der T53 wurde 1961 auch von diversen Teams in der kurzlebigen Intercontinental Formula eingesetzt. Stirling Moss und Jack Brabham gewannen mit dem Wagen jedes fünf Rennen dieser Serie.